# 1891年香港
|        | 香港歷史 \| 香港歷史年表                                                                                                   |
| 世紀： | 18世紀香港 \| 19世紀香港 \| 20世紀香港                                                                                     |
| 年代： | 1860年代香港 \| 1870年代香港 \| 1880年代香港 \| 1890年代香港 \| 1900年代香港 \| 1910年代香港 \| 1920年代香港               |
| 年份： | 1887年香港 \| 1888年香港 \| 1889年香港 \| 1890年香港 \| 1891年香港 \| 1892年香港 \| 1893年香港 \| 1894年香港 \| 1895年香港 |
| 紀年： | 辛卯年（兔年）、香港開埠50周年                                                                                             |

## 大事記
香港股票經紀會成立